# Muraena clepsydra
Muraena clepsydra — вид риб родини муренових (Muraenidae) ряду вугроподібних (Anguilliformes).

## Поширення
Країни: Колумбія, Коста-Рика, Еквадор, Сальвадор, Гватемала, Гондурас, Мексика, Нікарагуа, Панама, Перу. Цей асоційований з рифами вид мешкає у скелястих, посипаних валунами районах, і стінах.

## Морфологія
Спинний і анальний плавники вкриті шкірою. Зуби загострені і добре розвинені. Тіло коричневе, густо вкрите неправильної форми кремового кольору плямами. Є великі (на 2.5 діаметра очей) чорні плями на зябрах. на нижній щелепі є помітні білі області. Досягає 120 см.